# Dakota-Pass
Der Dakota-Pass ist ein niedrig gelegener Gebirgspass in der antarktischen Ross Dependency.  In der Queen Elizabeth Range des Transantarktischen Gebirges verläuft er östlich des Peletier-Plateaus.
Teilnehmer einer von 1961 bis 1962 dauernden Kampagne im Rahmen der New Zealand Geological Survey Antarctic Expedition nahmen die Benennung vor. Namensgeberin ist ein Flugzeug des Typs Dakota R4D, zu dessen Zielgebiet der Pass bei einem Erkundungsflug gehörte.